# Лиспектор, Клариси
Клариси Лиспектор (порт. Clarice Lispector; 10 декабря 1920, Чечельник — 9 декабря 1977, Рио-де-Жанейро) — одна из крупнейших бразильских писательниц.

## Биография
Родилась в подольском местечке Чечельник в еврейской семье. Спасаясь от погромов периода гражданской войны, её родители Пинхус (Пинкас, Педро) Самуилович Лиспектор (?—1940) и Маня (Мария, Мариета) Кримгольд бежали в Бессарабию, откуда в 1922 году эмигрировали в Бразилию. В 1944—1949 годах жила в Европе, в 1952—1959 годах — в США. Была на дипломатической службе, занималась журналистикой, переводила произведения Агаты Кристи.
В 1966 году пережила пожар в собственном доме, после чего долгое время оставалась в тяжёлом физическом и душевном состоянии, не могла писать из-за сильных ожогов руки. В 1968 году участвовала в протестах против военной диктатуры в Бразилии. Многое из созданного Лиспектор было опубликовано лишь после её смерти.

Лиспектор и бразильский музыкант Антониу Карлос Жобин

Известный американский переводчик Грегори Рабасса так писал о Лиспектор:

Я был ошеломлён встречей с редкостной женщиной, которая выглядит, как Марлен Дитрих, а пишет как Вирджиния Вульф.

Портреты Лиспектор писали многие художники, в числе которых Карлус Скляр и Джорджо де Кирико. Только в доме Лиспектор висело не менее 10 картин с её изображением, но при этом фотографироваться она не любила.

## Признание
Лауреат нескольких национальных премий, её проза переведена на многие языки мира. Романы и новеллы Лиспектор были положены в основу фильмов:
- «Нагая звезда»[3] (1984)
- «Час звезды»[4] (1985)
- «Тело»[5] (1990)
- «Страсть глазами Г.Х.»[6] (2020)

## Основные темы
Магистральной темой творчества Лиспектор был трансгуманизм, однако, не в понимании улучшения организма человека, а переход личности с уровня человечности на общий биологический, слияние с концепцией биологической жизни, как таковой, не имеющей своей отдельной личности.
Многие произведения Лиспектор основаны на шоке осознания подобного перехода. Так героиня романа «Страсть словами Г.Х.», совершает простое «путешествие» по своей квартире, постепенно отказываясь от привычных и знакомых ей концепций существования. Апогеем чего становится убийство таракана. Героиня заворожена белесой массой его внутренностей, поедая которую, окончательно забывает о себе, как об отдельном мыслящем существе и сливается с понятием бесконечного процесса биологического существования.
Многие читатели и исследователи творчества Лиспектор относят её работы к экзистенциальному и космическому хоррору. Однако преданные фанаты писательницы предпочитают, подмечая философские аспекты её книг, не причислять их к жанровой литературе.

## Произведения

### Романы
- «Наряду с диким сердцем», 1943
- «Город в осаде», 1949 (рус. пер. 2000)
- «Яблоко во Тьме», 1961
- «Страсть словами Г. Х.», 1964
- «Ученица, или Книга радостей», 1969
- «Живая вода», 1973 (рус. пер. 2022)
- «Час звезды», 1977 (рус. пер. 2000), экранизирован (1985)
- «Дыхание жизни: пульсации», 1978

### Новеллы
- сб. «Семейные узы», 1960
- сб. «Тайное счастье», 1971

### Прочее
- журналистика,
- книги для детей.

## Награды
- 1945 премия фонда Граса Аранья, основанного бразильской литературной академией (за роман «Наряду с диким сердцем»).
- 1961 премия Кармен Долорес Барбоса (роман «Яблоко во Тьме»).
- 1967 Премия Калунга от Национального общества ребёнка (детская книга «Загадка замечтавшегося кролика»).
- 1976 Первая премия 10-го Национального литературного конкурса Фонда культуры федерального округа.
- Награждена бразильским Орденом культурных заслуг.